# KNVB-Pokal 1905/06
Der KNVB-Pokal 1905/06 war die achte Auflage des niederländischen Fußball-Pokalwettbewerbs. Pokalsieger wurde DSV Concordia Delft. Das Team setzte sich im Finale gegen Volharding Amsterdam durch.

## Modus
Alle Begegnungen wurden in einem Spiel ausgetragen. Bei unentschiedenem Ausgang wurde zur Ermittlung des Siegers eine Verlängerung von zweimal 7½ Minuten gespielt. Stand danach kein Sieger fest, folgte eine weitere Verlängerung von zweimal 7½ Minuten. War danach immer noch keine Entscheidung gefallen, wurde das Spiel auf dem Platz des Gegners wiederholt. Wenn auch das dritte Spiel unentschieden endete, ging es in die Verlängerung, bis ein Tor fiel.

## 1. Runde
| Datum      |                           | Ergebnis     |                        |
| ---------- | ------------------------- | ------------ | ---------------------- |
| 05.11.1905 | VOC Rotterdam             | 2:1          | Koninklijke HFC II     |
| 05.11.1905 | Quick Den Haag II         | 3:9          | HFC Haarlem II         |
| 05.11.1905 | RV & AV Neptunus          | 0:3          | Ajax Amsterdam         |
| 05.11.1905 | EFC Prinses Wilhelmina II | 05:0 1       | Saturnus Rotterdam     |
| 05.11.1905 | Sparta Rotterdam II       | 13:10        | ZVV Zaandam            |
| 05.11.1905 | Voorwaarts Den Haag       | 10:30        | HBS Craeyenhout II     |
| 05.11.1905 | Be Quick 1887             | 05:0 1       | Willem II Tilburg      |
| 05.11.1905 | Vitesse Arnheim II        | 05:0 1       | Celeritas Rotterdam II |
| 05.11.1905 | Oranje Nassau Almelo      | 05:0 1       | BSV Allen Weerbaar II  |
| 05.11.1905 | DSV Concordia Delft       | 14:00        | VOC Rotterdam II       |
| 05.11.1905 | Rapiditas Rotterdam II    | 2:4          | EMM Middelburg         |
| 05.11.1905 | AFC Quick 1890            | 9:1          | Sparta Breda           |
| 05.11.1905 | VVV Amsterdam             | 4:8          | EFC Prinses Wilhelmina |
| 05.11.1905 | Excelsior Rotterdam       | 05:0 1       | Quick Amsterdam        |
| 05.11.1905 | ZVV Zwolle                | 05:0 1       | NOAD Breda             |
| 05.11.1905 | BSV Allen Weerbaar        | 0:3          | Dordrechtsche FC II    |
| 05.11.1905 | DVS Rotterdam             | 2:3          | Celeritas Rotterdam    |
| 05.11.1905 | AFC Amsterdam             | 6:1          | Neerlandia Amsterdam   |
| 05.11.1905 | Volharding Amsterdam      | 6:0          | HVV Tubantia           |
| 05.11.1905 | BVV Wilhelmina            | 7:1          | RAP Amsterdam          |
| 05.11.1905 | VVA De Spartaan           | 05:8 n. V. 2 | AVV Amsterdam          |
| 05.11.1905 | UVV Utrecht               | 05:0 1       | AVV Amsterdam II       |
| 05.11.1905 | Adelborsten AF & HC       | 14:00        | Hercules Enschede      |
| 19.11.1905 | Achilles Rotterdam        | 0:5          | Rapiditas Rotterdam    |
|            | Olympia Middelburg        | Freilos      |                        |

## 2. Runde
| Datum      |                           | Ergebnis    |                        |
| ---------- | ------------------------- | ----------- | ---------------------- |
| 03.12.1905 | Olympia Middelburg        | 2:8         | DSV Concordia Delft    |
| 03.12.1905 | AVV Amsterdam             | 5:3         | AFC Quick 1890         |
| 03.12.1905 | VOC Rotterdam             | 6:1         | EMM Middelburg         |
| 03.12.1905 | EFC Prinses Wilhelmina II | 7:1         | Excelsior Rotterdam    |
| 03.12.1905 | Voorwaarts Den Haag       | 05:0 1      | ZVV Zwolle             |
| 03.12.1905 | Rapiditas Rotterdam       | 3:4         | Adelborsten AF & HC    |
| 03.12.1905 | BVV Wilhelmina            | 5:3         | Be Quick 1887          |
| 03.12.1905 | Ajax Amsterdam            | 6:1         | EFC Prinses Wilhelmina |
| 03.12.1905 | Vitesse Arnheim II        | 3:3 n. V. 2 | HFC Haarlem II         |
| 11.03.1906 | Vitesse Arnheim II        | 05:0 3      | HFC Haarlem II         |
|            | AFC Amsterdam             | Freilos     |                        |
|            | Celeritas Rotterdam       | Freilos     |                        |
|            | Dordrechtsche FC II       | Freilos     |                        |
|            | Oranje Nassau Almelo      | Freilos     |                        |
|            | Sparta Rotterdam II       | Freilos     |                        |
|            | UVV Utrecht               | Freilos     |                        |
|            | Volharding Rotterdam      | Freilos     |                        |

## 3. Runde
| Datum      |                      | Ergebnis |                           |
| ---------- | -------------------- | -------- | ------------------------- |
| 07.01.1906 | Sparta Rotterdam II  | 00:5 1   | Celeritas Rotterdam       |
| 07.01.1906 | VOC Rotterdam        | 5:3      | Adelborsten AF & VV       |
| 07.01.1906 | AVV Amsterdam        | 09:0 2   | Ajax Amsterdam            |
| 07.01.1906 | Voorwaarts Den Haag  | 11:10    | Dordrechtsche FC II       |
| 07.01.1906 | BVV Wilhelmina       | 8:2      | EFC Prinses Wilhelmina II |
| 07.01.1906 | Volharding Amsterdam | 2:1      | AFC Amsterdam             |
| 07.01.1906 | HFC Haarlem II       | 02:10 3  | DSV Concordia Delft       |
| 07.01.1906 | Vitesse Arnheim II   | 2:3      | DSV Concordia Delft       |
| 07.01.1906 | Oranje Nassau Almelo | 2:1      | UVV Utrecht               |

## Viertelfinale
| Datum      |                      | Ergebnis  |                      |
| ---------- | -------------------- | --------- | -------------------- |
| 04.02.1906 | Voorwaarts Den Haag  | 1:3       | VOC Rotterdam        |
| 04.02.1906 | Volharding Amsterdam | 01:2 1    | AVV Amsterdam        |
| 25.03.1906 | Oranje Nassau Almelo | 4:7       | BVV Wilhelmina       |
| 01.04.1906 | Celeritas Rotterdam  | 3:5       | DSV Concordia Delft  |
| 16.04.1906 | Volharding Amsterdam | 0:0 n. V. | AVV Amsterdam        |
| 22.04.1906 | AVV Amsterdam        | 1:2       | Volharding Amsterdam |

## Halbfinale
| Datum      |                     | Ergebnis |                      |
| ---------- | ------------------- | -------- | -------------------- |
| 08.04.1906 | DSV Concordia Delft | 4:2      | VOC Rotterdam        |
| 29.04.1906 | BVV Wilhelmina      | 0:1      | Volharding Amsterdam |

## Finale
| DSV Concordia Delft                      | DSV Concordia Delft | Volharding Amsterdam | Volharding Amsterdam |
| ---------------------------------------- | --- | --- | -------------------- |
| DSV Concordia Delft                      | \| 6. Mai 1906 in Valkenboschlaan, Den Haag \| \| Ergebnis: 3:2 \| \| Schiedsrichter: Bill Dijxhoorn \| \| Spielbericht \| | \| 6. Mai 1906 in Valkenboschlaan, Den Haag \| \| Ergebnis: 3:2 \| \| Schiedsrichter: Bill Dijxhoorn \| \| Spielbericht \| | Volharding Amsterdam |
| DSV Concordia Delft                      | Bal – Slingelandt, Muller – Steinmetz, Ghyssels, Leopold – Reas, Ter Horst, De Man, Thomée, Wolbers.                       | Rompu – Verke, Geelkerke – Van der Linde, Van Exter, Sweys – Tromp, F. Rincker, Baggelaar, Schoolwerth, E. van Renterghem. | Volharding Amsterdam |
| DSV Concordia Delft                      | 1:0 Thomée (17.) 2:0 Thomée 3:0 Slingelandt                                                                                | 3:1 Baggelaar 3:2 Baggelaar (87.)                                                                                          | Volharding Amsterdam |
| 6. Mai 1906 in Valkenboschlaan, Den Haag | | |                      |
| Ergebnis: 3:2                            | | |                      |
| Schiedsrichter: Bill Dijxhoorn           | | |                      |
| Spielbericht                             | | |                      |